# 121659 Blairrussell
121659 Blairrussell è un asteroide della fascia principale. Scoperto nel 1999, presenta un'orbita caratterizzata da un semiasse maggiore pari a 3,1525226 UA e da un'eccentricità di 0,2462015, inclinata di 15,68806° rispetto all'eclittica.